# Alfred Längler
Alfred Längler (* 1961) ist ein deutscher Arzt für Kinder-Onkologie. Er ist Leitender Arzt der Abteilung Kinder- und Jugendmedizin am Gemeinschaftskrankenhaus Herdecke sowie Professor für integrative Kinder- und Jugendmedizin an der Fakultät für Gesundheit (Department für Humanmedizin) am Lehrstuhl für Medizintheorie, Integrative und Anthroposophische Medizin an der Universität Witten / Herdecke. Zudem ist Längler als Autor tätig.

## Ausbildung
Längler absolvierte zunächst eine Heilpädagogische Ausbildung in Bingenheim, bevor er das Studium der Medizin in Witten / Herdecke aufnahm. Seine Dissertation verfasste Längler zur Arzt-Patient Beziehung im Corpus hippocraticum (Med. Hochschule Hannover). Seine Facharztausbildung absolvierte Längler im Gemeinschaftskrankenhaus Herdecke und dem  Evangelischen Krankenhaus Hamm sowie der Universität Köln.

## Tätigkeit
Längler ist Professor an der Universität Witten und Leitender Arzt der Abteilung Kinder- und Jugendmedizin am Gemeinschaftskrankenhaus Herdecke. Das Krankenhaus ist speziell für Behandlungen mit Anthroposophischer Medizin bekannt. Sein klinischer Arbeitsschwerpunkt liegt dort in der pädiatrischen Onkologie und Hämatologie. Der Forschungsfocus Länglers liegt in der Kinderonkologie mit Schwerpunkt komplementäre und alternative Therapien sowie Versorgungsforschung.
Längler ist Reviewer für folgende wissenschaftliche Journals:
- Journal of Child Neurology
- Journal of Alternative and Complementary Medicine
- Complementary Therapies in Medicine
- Journal of supportive care in cancer

## Schriften
- Komplementäre und alternative Therapien. In: B. Zernikow (Hrsg.): Palliativmedizin von Kindern, Jugendlichen und jungen Erwachsenen. Springer-Verlag, 2008, S. 293–298.
- mit S. Bachmann: Hausmittel in der modernen Medizin. Urban und Fischer, München 2005.
- mit I. Gerhard: Methodenauswahl und ganzheitliche Prävention. In: I. Gerhard, A. Feige (Hrsg.): Gynäkologie integrativ. Urban und Fischer, München 2005.
- mit H. Schilcher: Phytotherapie. In: I. Gerhard (Hrsg.): Gynäkologie integrativ. Urban und Fischer, München 2005.
- mit E. Schönau, E.G. Naumann und J. Beuth (Hrsg.): Pädiatrie. Urban und Fischer, München 2005.
- mit B. Krammer: Komplementäre und Alternative Therapieverfahren. In: H. Gadner, G. Gaedicke, C. Niemeyer, J. Ritter (Hrsg.): Pädiatrische Hämatologie und Onkologie. Springer, Heidelberg 2005.
- Integrative Pediatric Oncology. Springer, Heidelberg 2012.
- Längler A., Zuzak ZT.: Komplementäre und alternative Behandlungsmethoden. In: Klimek L. et al. (Hrsg.): Allergien bei Kindern und Jugendlichen. Schattauer, Stuttgart 2014.

## Mitgliedschaften
- Stellvertretender Vorsitzender der WHO/UNICEF-Initiative Babyfreundliches Krankenhaus e.V.
- Editorial board member: BMC Complementary and Alternative Medicine